# Цішацін Малий
Цішацін Малий (пол. Cieszacin Mały) — село на Закерзонні, розташоване у гміні Павлосюв Ярославському повіті Підкарпатського воєводства, у Польщі. Населення — 333 особи (2011).

## Географія
Знаходиться приблизно за 6 км на захід від адміністративного центру ґміни Павлосіва, за 8 км на південний захід від адміністративного центру повіту Ярослава, і за 42 км на схід від адміністративного центру воєводства Ряшева.

## Історія
У 1508 р. селом володів Станіслав Цішацький.
За податковим реєстром 1515 р. в селі були 6 ланів (коло 150 га) оброблюваної землі, корчма і спустошений млин.
За податковим реєстром 1589 р. у володінні Цішачка були 3 і 1/2 лану (коло 87 га) оброблюваної землі, корчма, 1 загородник із земельною ділянкою і 6 без земельної ділянки, 1 коморник з тягловою худобою і 2 без тяглової худоби. До 1772 року Цішацін Великий входив до складу Перемишльської землі Руського воєводства Королівства Польського.
Відповідно до «Географічного словника Королівства Польського» село знаходилося в Ярославському повіті Королівства Галичини і Володимирії, в родючій місцевості. Поруч знаходились заселені до 1946 року українцями села. На той час унаслідок півтисячоліття латинізації та полонізації українці лівобережного Надсяння опинилися в меншості.
У міжвоєнний період село належало до Ярославського повіту Львівського воєводства, у 1934—1939 рр. — у складі ґміни Ярослав. Греко-католики села належали до парафії Полнятичі Порохницького деканату Перемишльської єпархії.
16 серпня 1945 року Москва підписала й опублікувала офіційно договір з Польщею про встановлення лінії Керзона українсько-польським кордоном. Українці не могли протистояти антиукраїнському терору після Другої світової війни. Частину добровільно-примусово виселили в СРСР. Решта українців попала в 1947 році під етнічну чистку під час проведення Операції «Вісла» і була депортована на понімецькі землі у західній та північній частині польської держави, що до 1945 належали Німеччині.
У 1975—1998 роках село належало до Перемишльського воєводства.

## Демографія
Демографічна структура станом на 31 березня 2011 року:
|          | Загалом | Допрацездатний вік | Працездатний вік | Постпрацездатний вік |
| -------- | ------- | ------------------ | ---------------- | -------------------- |
| Чоловіки | 156     | 44                 | 100              | 12                   |
| Жінки    | 177     | 46                 | 94               | 37                   |
| Разом    | 333     | 90                 | 194              | 49                   |